# Grotte di Osimo
Le grotte di Osimo sono un complesso di grotte, cunicoli, pozzi e corridoi sotterranei artificiali scavati nella roccia tufacea, che si estendono per la città di Osimo, nelle Marche.

## Storia e descrizione
Il sottosuolo di Osimo è percorso da una fitta rete di gallerie, cunicoli ed ambienti sotterranei scavati a più livelli, spesso collegati tra loro verticalmente mediante pozzi o camini percorribili tramite tacche o pedarole.
Il labirinto di grotte collega alcuni palazzi, tra cui Palazzo Campana, Palazzo Riccioni, Palazzo Simonetti e Palazzo Gallo. Le 88 grotte si estendono per circa 9 chilometri, con una disposizione a “doppio pettine”, ossia simmetriche con nicchie di fronte l’una all’altra.  Si contano anche una decina di stretti cunicoli sotterranei, utilizzati con tutta probabilità per la fuga, la conservazione dei cibi, l’estrazione di materiali o per il passaggio dell'acqua.
Scarse sono le fonti scritte e rari i documenti che contengono notizie di tali grotte che pure costituiscono una notevole realtà storica. Questo silenzio è dovuto, probabilmente, a ragioni di segretezza derivanti dalla necessità di salvaguardare nascondigli e vie di fuga indispensabili alla difesa e alla sopravvivenza di un'intera comunità in situazioni di pericolo e di emergenza. 
Tuttavia sulla loro origine ci sono varie teorie. Il "ricercatore indipendente" Mario Pincherle affermerebbe che risalirebbero al periodo della guerra gotica in cui Osimo subì due assedi che la costrinsero a rifugiarsi sottoterra (538 – 544 d.C.). 
Altri come R. Boscolo considera la possibilità che fossero stati realizzati da un popolo ancora più antico, celtico, e che in esse avessero utilizzato il linguaggio dei Druidi. 
G. Petronilli, direttore del M.I.R. (Mistery Investigation and Research) presumerebbe che fosse opera direttamente dei Rosacroce. Ipotesi desunta dal fatto che nella ristrutturazione di Palazzo Campana partecipò un grande massone del passato, Andrea Vici, architetto degli “Illuminati di Baviera”, un gruppo che prediligeva decorare con motivi allegorici i luoghi in cui si tenevano le riunioni massoniche.
L'uso di queste cavità è comunque riconducibile a quattro principali tipologie individuate secondo le loro diverse caratteristiche: si riconoscono infatti grotte realizzate per scopi difensivi, riconoscibili lungo tutta la rete ipogea; cunicoli idraulici a servizio di cisterne e fonti; ambienti particolari costituiti da sale circolari presumibilmente frequentate per scopi rituali o come luoghi di riunione; ed infine grotte che rivelano tracce di uso abitativo presenti soprattutto nel versante meridionale del colle nei pressi di Porta Musone.

## Simbologie e raffigurazioni

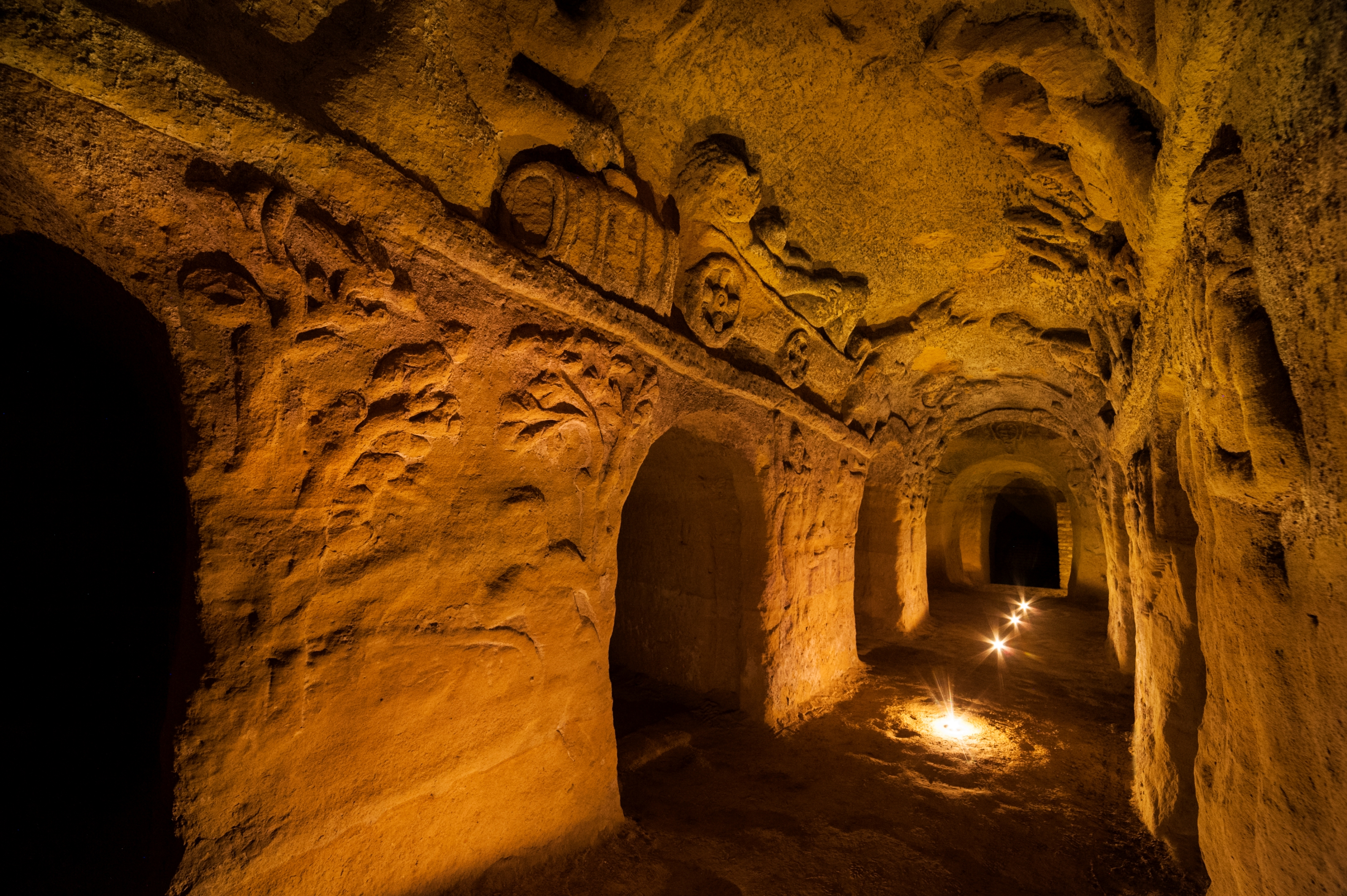
Le grotte di Palazzo Campana.

Molteplici e differenti sono le rappresentazioni che si ritrovano all'interno delle grotte: dai bassorilievi di carattere religioso custoditi all'interno delle Grotte del Cantinone, ai simboli legati alla presenza dei Templari dal 1167 al 1317 e ai Cavalieri di Malta, come la "triplice cinta" e la croce a otto punte, visibili all'interno delle Grotte Simonetti. Senza dubbio queste cavità furono vissute dai Cavalieri di Malta e Templari. 
Viene anche chiamato “labirinto” per il profondo significato iniziatico ed esoterico in quanto rappresenterebbe il percorso dell’iniziato verso il centro, la rivelazione. Innumerevoli altri rilievi hanno una simbologia esoterica che rimandano ad Atlantide, al Tempio di Salomone, alla Gerusalemme celeste con dodici porte in questo caso tre per lato. Rappresenterebbe anche una piramide rovesciata, dove si comincia il corso da quattro lati per arrivare a un vertice: simbolo della terra (quadrato) che conduce con una serie di gradini al cielo (vertice). Spesso appare il numero tre che rimanda ai tre gradi di iniziazione. Non a caso è possibile ritrovarlo sotto delle scacchiere, il gioco che per eccellenza rappresenta l’esatta lotta tra il bene e il male. 
Inoltre è presente un’altra immagine sacra particolare, la sirena con due code anche questa ricca di simbolismi e spesso ritratta in edifici templari e ricondotta alla Melusina. Un’antica divinità legata alla Dea Madre che compensa con il suo elemento Acqua quello della Terra legato alla Dea Madre.

## Grotte di Palazzo Campana
Fra le numerose grotte, alcune sono collocate a circa otto metri sotto Palazzo Campana. L'area comprende fondamentalmente due gallerie le cui pareti e volte sono piene di bassorilievi scopliti nell'arenaria, con allegorie di interpretazione assai controversa. Le decorazioni sono molto ricche e sembrerebbero costituire da un lato una sorta di personificazione di entità e virtù quali la Bellezza, la Morte, la Frode; dall'altro, la rappresentazione di dei come Mercurio, Venere e Bacco.